# Piotr Donders
Piotr Donders, właśc. nid. Peerke Norbertus Donders (ur. 27 października 1809 w Tilburgu w Holandii, zm. 14 stycznia 1887 na wyspie Batavia w Surinamie) – redemptorysta (CSsR), misjonarz, błogosławiony Kościoła rzymskokatolickiego.
Wstąpił do seminarium w 1837 roku. W 1842 roku wyjechał na misje do Paramaribo w Surinamie, by jako wikariusz pracować wśród trędowatych. Do 1850 roku nawrócił i ochrzcił 1200 osób.
Zmarł w opinii świętości. Został pochowany w katedrze św.św. Piotra i Pawła w Paramaribo.
Za jego wstawiennictwem, w 1929 roku, nastąpił cud uzdrowienia dziecka z raka kości.
23 maja 1982 roku został beatyfikowany przez Jana Pawła II.